# Nikoláyevsk del Amur
Nikoláyevsk del Amur (del ruso: Никола́евск-на-Аму́ре) es una ciudad del krai de Jabárovsk —en el extremo oriental de Rusia—, ubicada en la desembocadura del río Amur y muy cerca de la costa del mar de Ojotsk y del estrecho de Tartaria.

## Historia

### Edad Media
En la Edad Media vivían en el área miembros de las etnias nivjis, oroch y evenki. La dinastía Yuan de Mongolia envió expediciones a esta zona, con el propósito de usarla como base para conquistar Japón y para defenderse de los Ainus de isla de Sajalín.

### Periodo ruso
El explorador y navegante ruso Guennadi Nevelskói (1813-1876) fundó este asentamiento en 1850 y lo llamó así en honor al zar Nicolás I de Rusia (1796-1855). El pueblo rápidamente se convirtió en uno de los principales centros económicos del imperio ruso en el Pacífico, sustituyendo a Petropávlovsk-Kamchatski después del sitio de Petropávlovsk de 1855. Obtuvo el estatus o categoría de ciudad al año siguiente. El almirante Vasily Zavoyko supervisó la construcción de la base naval de la ciudad.

## Demografía
| Gráfica de evolución de Nikoláyevsk del Amur entre 1852 y 2020 |
|                                                                |

## Clima
| Parámetros climáticos promedio de Nikoláyevsk del Amur (1991-2020) | Parámetros climáticos promedio de Nikoláyevsk del Amur (1991-2020) | Parámetros climáticos promedio de Nikoláyevsk del Amur (1991-2020) | Parámetros climáticos promedio de Nikoláyevsk del Amur (1991-2020) | Parámetros climáticos promedio de Nikoláyevsk del Amur (1991-2020) | Parámetros climáticos promedio de Nikoláyevsk del Amur (1991-2020) | Parámetros climáticos promedio de Nikoláyevsk del Amur (1991-2020) | Parámetros climáticos promedio de Nikoláyevsk del Amur (1991-2020) | Parámetros climáticos promedio de Nikoláyevsk del Amur (1991-2020) | Parámetros climáticos promedio de Nikoláyevsk del Amur (1991-2020) | Parámetros climáticos promedio de Nikoláyevsk del Amur (1991-2020) | Parámetros climáticos promedio de Nikoláyevsk del Amur (1991-2020) | Parámetros climáticos promedio de Nikoláyevsk del Amur (1991-2020) | Parámetros climáticos promedio de Nikoláyevsk del Amur (1991-2020) |
| Mes                                                                | Ene.                                                               | Feb.                                                               | Mar.                                                               | Abr.                                                               | May.                                                               | Jun.                                                               | Jul.                                                               | Ago.                                                               | Sep.                                                               | Oct.                                                               | Nov.                                                               | Dic.                                                               | Anual                                                              |
| ------------------------------------------------------------------ | ------------------------------------------------------------------ | ------------------------------------------------------------------ | ------------------------------------------------------------------ | ------------------------------------------------------------------ | ------------------------------------------------------------------ | ------------------------------------------------------------------ | ------------------------------------------------------------------ | ------------------------------------------------------------------ | ------------------------------------------------------------------ | ------------------------------------------------------------------ | ------------------------------------------------------------------ | ------------------------------------------------------------------ | ------------------------------------------------------------------ |
| Temp. máx. abs. (°C)                                               | 0.3                                                                | 5.7                                                                | 12.7                                                               | 19.6                                                               | 31.7                                                               | 34.3                                                               | 34.6                                                               | 35.3                                                               | 28.9                                                               | 22.5                                                               | 11.4                                                               | 2.8                                                                | 35.3                                                               |
| Temp. máx. media (°C)                                              | -16.6                                                              | -13.6                                                              | -5.2                                                               | 2.7                                                                | 10.8                                                               | 18.4                                                               | 21.6                                                               | 21.6                                                               | 16.6                                                               | 7.0                                                                | -5.5                                                               | -15.1                                                              | 3.6                                                                |
| Temp. media (°C)                                                   | -21.0                                                              | -19.1                                                              | -11.4                                                              | -2.3                                                               | 5.3                                                                | 12.7                                                               | 16.6                                                               | 16.3                                                               | 10.8                                                               | 2.3                                                                | -9.7                                                               | -19.2                                                              | -1.6                                                               |
| Temp. mín. media (°C)                                              | -24.8                                                              | -23.8                                                              | -16.8                                                              | -6.5                                                               | 1.1                                                                | 7.9                                                                | 12.5                                                               | 12.0                                                               | 6.3                                                                | -1.4                                                               | -13.5                                                              | -22.9                                                              | -5.8                                                               |
| Temp. mín. abs. (°C)                                               | -47.2                                                              | -45.9                                                              | -37.6                                                              | -28.8                                                              | -11.9                                                              | -3.8                                                               | 1.3                                                                | 0.6                                                                | -6.0                                                               | -25.1                                                              | -34.0                                                              | -44.2                                                              | -47.2                                                              |
| Precipitación total (mm)                                           | 47                                                                 | 28                                                                 | 37                                                                 | 37                                                                 | 52                                                                 | 53                                                                 | 57                                                                 | 84                                                                 | 80                                                                 | 79                                                                 | 61                                                                 | 57                                                                 | 672                                                                |
| Nevadas (cm)                                                       | 60                                                                 | 72                                                                 | 77                                                                 | 60                                                                 | 7                                                                  | 0                                                                  | 0                                                                  | 0                                                                  | 0                                                                  | 2                                                                  | 20                                                                 | 42                                                                 | 340                                                                |
| Días de lluvias (≥ 1 mm)                                           | 0                                                                  | 0                                                                  | 0.2                                                                | 5                                                                  | 16                                                                 | 14                                                                 | 15                                                                 | 18                                                                 | 19                                                                 | 15                                                                 | 2                                                                  | 0                                                                  | 104.2                                                              |
| Días de nevadas (≥ 1 mm)                                           | 17                                                                 | 17                                                                 | 18                                                                 | 16                                                                 | 9                                                                  | 0.1                                                                | 0                                                                  | 0                                                                  | 0                                                                  | 12                                                                 | 21                                                                 | 19                                                                 | 129.1                                                              |
| Horas de sol                                                       | 129                                                                | 160                                                                | 232                                                                | 209                                                                | 233                                                                | 234                                                                | 238                                                                | 204                                                                | 184                                                                | 143                                                                | 132                                                                | 94                                                                 | 2192                                                               |
| Humedad relativa (%)                                               | 79                                                                 | 76                                                                 | 74                                                                 | 76                                                                 | 77                                                                 | 77                                                                 | 81                                                                 | 83                                                                 | 82                                                                 | 79                                                                 | 79                                                                 | 79                                                                 | 78.5                                                               |
| Fuente n.º 1: Погода и климат                                      |                                                                    |                                                                    |                                                                    |                                                                    |                                                                    |                                                                    |                                                                    |                                                                    |                                                                    |                                                                    |                                                                    |                                                                    |                                                                    |
| Fuente n.º 2: NOAA (Horas de sol, 1961-1990)                       |                                                                    |                                                                    |                                                                    |                                                                    |                                                                    |                                                                    |                                                                    |                                                                    |                                                                    |                                                                    |                                                                    |                                                                    |                                                                    |